# Vic Dickenson Septet
| Recensione | Giudizio |
| ---------- | -------- |
| AllMusic   | [ 1 ]    |

Vic Dickenson Septet è il primo album discografico del trombonista jazz statunitense Vic Dickenson, pubblicato dalla casa discografica Vanguard Records nel marzo del 1954.

## Tracce
Lato A
1. Russian Lullaby – 9:16 (Irving Berlin)

Lato B
1. Jeepers Creepers – 12:02 (Johnny Mercer, Harry Warren)

## Musicisti
- Vic Dickenson - trombone
- Ruby Braff - tromba
- Edmond Hall - clarinetto
- Charles Thompson - pianoforte
- Steve Jordan - chitarra
- Walter Page - contrabbasso
- Les Erskine - batteria